# Josipovac
Josipovac (njemački: Josefsdorf) je prigradsko naselje u sastavu Grada Osijeka, u Osječko-baranjskoj županiji. Nalazi se zapadno od Osijeka.

## Povijest
Tijekom izgradnje autoceste A5 na gradilištu su, jugozapadno od Josipovca, otkrivena dva arheološka nalazišta: Selište i Verušed. Selište, koje se nalazi 1 kilometar jugozapadno, bilo je naseljeno u prapovijesti, što svjedoče predmeti koji pripadaju lasinjskoj kulturi. Otkriveno je i više antičkih jama, kao i srednjovjekovnih objekata. Verušed sadrži prapovijesna naselja iz eneolitika, brončanog doba, mlađeg željeznog doba, te antičko i srednjovjekovno naselje.
Josipovac je 1786. osnovao grof Josip Prandau naselivši 16 njemačkih obitelji iz Elzasa. Nijemci su činili većinu stanovništva sve do kraja Drugog svjetskog rata kada ih je novopridošli komunistički režim protjerao. U tu svrhu osnovan je bio i sabirni logor (službeno nazvan Radni logor Josipovac), iz kojeg su kasnije prebačeni u logor Valpovo.
1920. započelo je pojačano doseljavanje hrvatskog stanovništva iz Zagorja, Prigorja, Dalmacije, Like i Bosne.
U crkvenom pogledu Josipovac je u početku bio filijala petrijevačke župe, a župom je postao u novije vrijeme, 1969. godine. Crkva svetog Josipa građena je od 1884. do 1886. godine, a među inicijatorima gradnje u župnoj su kronici posebno zapisani Ivan Neubauer, Josip Schremf, Ivan Pirk i Antun Freimut. 1990-ih se, zbog otprije izraženog porasta broja stanovnika, javila potreba za osnivanjem nove župe u istočnom dijelu Josipovca koja bi obuhvaćala i zapadni dio Višnjevca. Tako je 15. prosinca 1994. biskup Ćiril Kos dekretom br. 2200/1994. osnovao župu svetog Luke.

## Stanovništvo
Prema popisu iz 2011. naselje je imalo 4101 stanovnika.
| broj stanovnika | 467   | 659   | 648   | 704   | 948   | 991   | 1069  | 1211  | 1798  | 1895  | 2534  | 2805  | 3233  | 4043  | 4395  | 4101  | 3602  |
|                 | 1857. | 1869. | 1880. | 1890. | 1900. | 1910. | 1921. | 1931. | 1948. | 1953. | 1961. | 1971. | 1981. | 1991. | 2001. | 2011. | 2021. |

## Šport
- NK Radnik Josipovac
- Boćarski klub Sveti Luka

Ljetni malonogometni turnir Josipovac održava se od 1976.

## Poznate osobe
- Jurica Vranješ, nogometaš
- Stjepan Jeršek Štef, pjevač narodne glazbe